# Ernest Lawrence

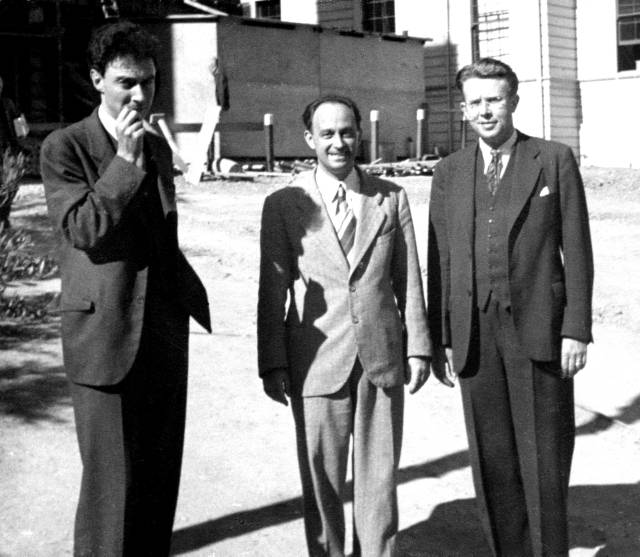
Od lewej: R. Oppenheimer, E. Fermi oraz Ernest Lawrence

Ernest Orlando Lawrence (ur. 8 sierpnia 1901 w Canton w stanie Dakota Południowa, zm. 27 sierpnia 1958 w Palo Alto w stanie Kalifornia) – amerykański fizyk, laureat Nagrody Nobla w dziedzinie fizyki za wynalezienie i udoskonalenie cyklotronu oraz za wyniki uzyskane przy jego użyciu, w szczególności odnoszące się do pierwiastków sztucznie promieniotwórczych.

## Życiorys
Ukończył studia na Uniwersytecie Dakoty Południowej w 1922. Trzy lata później obronił doktorat na Uniwersytecie Yale, gdzie pracował do 1927, m.in. prowadząc eksperymenty z efektem fotoelektrycznym. W 1928 przyjął ofertę pracy na Uniwersytecie Kalifornijskim w Berkeley, a już dwa lata później został profesorem tej uczelni.
Koncepcję nowej metody przyspieszania cząstek w cyklotronie opracował w 1929. Dwa lata później potencjał 1800 woltów pozwolił na nadanie jonom wodoru energii rzędu 80 000 elektronowoltów w urządzeniu o średnicy 4,5 cala. Kolejne udoskonalane modele były coraz większe i pozwalały na uzyskiwanie eksperymentów z cząstkami o większych energiach. W 1939 za te prace otrzymał Nagrodę Nobla.
W czasie II wojny światowej Lawrence przyłączył się do szeregu projektów, które ostatecznie znalazły realizację w rozpoczęciu projektu Manhattan. Był zwolennikiem elektromagnetycznej metody separacji wzbogaconego uranu; zaprojektował i zbudował kalutron – wyspecjalizowaną odmianę spektrometru masowego, służącą do pozyskiwania wzbogaconego uranu.
Po wojnie Lawrence był zwolennikiem i orędownikiem programów tak zwanej dużej nauki, prowadząc kampanię na rzecz dotacji ze strony państwa na szeroko zakrojone programy naukowe.
Pierwiastek o liczbie atomowej 103, odkryty w 1961, został nazwany na jego cześć lawrencium (Lr, Lorens).

## Odznaczenia i wyróżnienia
Ernedt Lawrence był członkiem wielu amerykańskich stowarzyszeń naukowych i członkiem zagranicznym stowarzyszeń w innych krajach. Otrzymał tytuł doctor honoris causa trzynastu uniwersytetów amerykańskich i brytyjskich oraz został oficerem Legii Honorowej. Ponadto nadano mu:
- Medal for Merit
- Elliott Cresson Medal od Franklin Institute
- Comstock Prize in Physics od National Academy of Sciences
- Hughes Medal od Royal Society
- Duddell Medal od Institute of Physics
- Faraday Medal
- 1957: Nagroda Enrica Fermiego[4]

## Życie prywatne
Ożenił się w maju 1932 z Mary Kimberly Blumer, córką emerytowanego dziekana Yale Medical School. Mieli sześcioro dzieci. Uprawiał żeglarstwo i tenis, jeździł na łyżwach, był miłośnikiem muzyki.